# Aline, drottning av Golkonda (Uttini)
Aline, drottning av Golkonda (Aline, reine de Golconde) är en opera i 3 akter med libretto av Christoffer Bogislaus Zibet efter Michel-Jean Sedaines Aline, reine de Golconde och musiken är skriven av Francesco Antonio Uttini. Koreografin till baletten skrevs av Louis Gallodier. Operan svenska uruppförande var 11 januari 1776 på Stora Bollhuset i Stockholm. Den framfördes totalt 24 gånger mellan 1776 och 1781.

## Roller
| Roller                     | Stämma | Premiärbesättning den 11 januari 1776 (Dirigent: Francesco Antonio Uttini ) |
| -------------------------- | ------ | --- |
| Aline                      |        | Elisabeth Olin |
| St. Phar                   |        | Carl Stenborg |
| Zelis                      |        | Lovisa Augusti |
| Usbeck                     |        | Anders Nordén |
| Golkondska                 |        | Hedvig Falk |
| Herdinna                   |        | Lindblom |
| Fransk officer             |        | Nils Magnus Annerstedt |
| Soldat                     |        | Johan Filip Lising |
| Golkonder (kör)            |        | Nyman, Kryger, Fågerplan, Edman, Bonne, Schultz, Edberg, Björklund, Villeneuve, Gemell, Utterman, Sjöberg, Björkman, Bonne, Grönlund, Dyk och Stenia.                           |
| Golkonder (balett)         | -      | Louis Gallodier, Du Tillet, Carlo Uttini, Didelot, Wibling, Schubart, Sabina Schubart, Stooz och Greta Schubart.                                                                |
| Golkondisk ungdom (kör)    |        | Grönström, Sten, Bonne, Kinström, Ekström, Fredrika Ingman, Semdberg och Molitor.                                                                                               |
| Golkondisk ungdom (balett) | -      | Louis Frossard, Marie-Renée Frossard, Sagnier, Slottberg, Åkerberg, Wetterberg, Wackling, Salbeck, Hedman och Fredrika Bergsten.                                                |
| S.t Phras svit (kör)       |        | Pager: Nettman, F. Lindblom, P. Lindblom, O Visten, A. Visten och Veis. Krigsfolk: Schiderman, Wirgman, Wibom Werring, Torsk, Sundberg, Gråberg, Österberg, Noublin och Collin. |
| Herdar och herdinnor       |        | Löf, Kasten, Boge, Hebbe, Segerström, Kilström, Björklund, Westerberg, Noublin, B. Ingman, Malmberg, Lindblom, Ekenberg, Levin, Linsberg, Rosenlund och Lindström.              |